# Poul Sørensen (politiker)
 Der er flere personer med dette navn, se Poul Sørensen.
Poul Sørensen (25. juni 1904 i Roskilde – 29. juni 1969 i Hornbæk) var en dansk politiker og minister fra Det Konservative Folkeparti. Han var også modstandsmand under Danmarks besættelse.

## Uddannelse
Han var født i Roskilde som søn af branddirektør og borgmester Jørgen Christian Sørensen og Louise Dorthea Clorius, tog realeksamen fra Roskilde Katedralskole 1921 og blev handelsuddannet (eksamen fra Købmandsskolen i København 1922).
Han var som ung en dygtig gymnast og vandt sjællandsmesterskabet i enkeltmandsgymnastik.

## Politisk karriere
Han var fra 1932 næstformand for Konservativ Ungdom og blev senere forretningsfører for Det Konservative Folkeparti. Han var medlem af Folketinget fra 1942-47 og igen fra 1950 til sin død i 1969.
Poul Sørensen var via sin tilknytning til John Christmas Møller involveret i modstandsarbejde, indtil han 14. november 1944 blev anholdt af Gestapo og indsat i Shellhuset. Herfra undslap han under bombardementet den 21. marts 1945, men blev hårdt kvæstet og gennemgik et langt sygeleje.
Ved Aksel Møllers pludselige død i 1958 blev han formand for Det Konservative Folkepartis folketingsgruppe, en position han bestred til sin død i et tæt – men ikke uproblematisk – parløb med Poul Møller. Poul Sørensens tilnavn "partiejeren" skyldtes, at han gennem en årrække styrede Det Konservative Folkeparti med en både fast og hård hånd. Han var kendt for sin store taktiske sans, men også for ikke selv at være den store politiske idéudvikler eller taler.
Trods sin meget store skepsis over for regeringssamarbejdet med arvefjenden Venstre accepterede Poul Sørensen posten som arbejds- og socialminister i regeringen Erik Eriksen 1950-53. Han blev dog snart overbevist om samarbejdets kvaliteter – ikke mindst på grund af et godt samarbejde med og nært personligt venskab med statsminister Erik Eriksen.
Poul Sørensen spillede en central rolle for dannelsen af VKR-regeringen i 1968 og var den, der sikrede, at den radikale leder Hilmar Baunsgaard blev statsminister, selvom Det Radikale Venstre var det mindste af det tre regeringspartier. I VKR-regeringen beklædte Poul Sørensen posten som indenrigsminister frem til sin død i sommeren 1969. Som indenrigsminister spillede han en afgørende rolle for udformningen af kommunalreformen, der blev vedtaget i 1970.
Han var Kommandør af Dannebrog.

## Ægteskab
Sørensen blev gift 7. januar 1957 med journalist og redaktør Nele Poul Sørensen (født 8. september 1915 i Dresden, Tyskland), datter af den kendte tyske forfatter og læge Gottfried Benn (1886-1956) og Edith Osterloh (1878-1922).